# 마문궤
마문궤(馬文軌, ?~?)는 발해의 관료이다.

## 생애
대문예가 당나라를 공격하라는 발해 무왕의 명을 거역하고 당에 투항하자 무왕은 그와 총물아를 당나라에 사신으로 보내어 서신을 통해 대문예를 죽일 것을 요청했다. 하지만 당 현종은 요청을 받아드리지 않았으며 그와 총물아를 당나라에 머물게 했다.

## 참고 자료
유, 득공 (1784). 《발해고》. 신고(臣考).